# Enjoy☆Full
『Enjoy☆Full』（エンジョイフル）は、岡本信彦の2枚目のミニアルバム。2013年6月5日にKiramuneから発売された。

## 概要
豪華盤と通常盤の2種類リリースで、前者にはグッドラックのPV及びメイキングを収録したDVDが同梱されている。また、各種の初回生産限定特典としてメッセージカードが封入された。

## 収録曲
1. グッドラック [4:21]
作詞・作曲・編曲：岡本健介
2. REC [4:09]
作詞・作曲・編曲：岡本健介
3. Love Searcher [4:38]
作詞：深川琴美、作曲・編曲：河原嶺旭
4. ONE [4:52]
作詞：春和文、作曲・編曲：増田武史
5. テーマソング [4:52]
作詞：喜介、作曲：渡辺翔、編曲：清水哲平
6. 青春タイムマシン [4:42]
作詞：mavie、作曲・編曲：前口渉

DVD（初回限定盤のみ）
1. グッドラック -Music Video-
2. making of グッドラック
3. TRAILER